# Det hemmelighedsfulde selskab (film)
 For alternative betydninger, se Det hemmelighedsfulde selskab. (Se også artikler, som begynder med Det hemmelighedsfulde selskab)
Det hemmelighedsfulde selskab (originaltitel: The League of Extraordinary Gentlemen) er en amerikansk film fra 2003 af Stephen Norrington, baseret på Alan Moore og Kevin O'Neills tegneserie af samme navn. 

## Handling
I 1899 truer den mystiske Fantomet verdensfreden. Fantomet vil erobre verdensherredømmet og har taget nogle videnskabsmænd til fange. Han tvinger dem til at udvikle våben og andet. Fantomet får skabt så meget postyr, at en verdenskrig er under opsejling. I Det Britiske Imperium har man udtænkt en plan. Men da der skal nogen til at udføre planen har de valgt syv ekstraordinære gentlemen (seks mænd og en kvinde). 
Gruppen er sammensat af litterære figurer. Storvildtjægeren Allan Quatermain (Sean Connery), der er pensioneret. I starten vil han ikke have noget med det at gøre, men bliver overtalt. Allan Quatermain skal lede gruppen.
Kaptajn Nemo (Naseeruddin Shah) er en af de syv gentlemen. De andre er: Vampyren Mina Harker (Peta Wilson), Dorian Gray (Stuart Townsend), som er udødelig, en usynlig mand ved navn Rodney Skinner (Tony Curran), Dr. Jekyll/Mr. Hyde (Jason Flemyng) og den amerikanske agent Tom Sawyer (Shane West).  

## Medvirkende

### Skuespillere
- Sean Connery som Allan Quatermain.
- Shane West som Tom Sawyer
- Tony Curran som Rodney Skinner
- Jason Flemyng som Dr. Jekyll/Mr. Hyde
- Stuart Townsend som Dorian Gray
- Naseeruddin Shah som Kaptajn Nemo
- Peta Wilson som Mina Harker
- Richard Roxburgh som Mycroft 'M' Holmes
- Semere-Ab Etmet Yohannes som Heksedoktoren
- Tom Goodman-Hill som Sanderson Reed
- Max Ryan som Dante
- David Hemmings som Nigel
- Terry O'Neill som Ishmael
- Rudolf Pellar som Draper
- Rene Hajek som Flammekaster
- Mariano Titanti som Edgar Shreave
- Ewart James Walters som Toby
- Marek Vasut som Soldat

### Makeup
- Deborah Holmes Dobson, hårstylist
- Vera Mitchell, hårstylist for Sean Connery
- Ruzena Novotna, hårstylist
- Paula Price, hårstylist og makeupartist
- Loulia Sheppard, hårstylist
- Lesley Smith, hårstylist og makeupartist

### Stunts
- Robert Alonzo, stuntkoridinator
- Dusan Hyska, stuntkoridinator
- Pavel Cajzl, assistent til stunkoridinator
- Eddie Perez, stunkkoridinator
- Kevin Abercrombie, stuntmand
- Lesley Aletter, stuntmand
- Daniel Arrias, stuntmand
- Steve Baruch, stuntmand
- Craig Baxley Jr., stuntmand
- Rudolf Bok, stuntmand
- Radek Bruna, stuntmand